# SayMove!
SayMove!（セイムーブ ）は、Shwe Nandarが運営する世界の動画共有サイトの投稿動画に、コメントを流すことができるWEBサービスである。

## 概要
SayMove!は、独自のアップローダを持たず、他の動画共有サイトとのリンクによってサービスが成立している。
サイト各種動画共有サービスのコンテンツを利用して、ニコニコ動画のようなコメントを映像上に流すことができる。
2011年1月にFC2に譲渡され、2020年9月にShwe Nandarへ再譲渡された。